# Disparue (chanson)
Singles de Jean-Pierre Mader
Au bout de son voyage
(1983) Macumba
(1985)
Disparue est une chanson interprétée par Jean-Pierre Mader. Elle est écrite et composée par Jean-Pierre Mader et Richard Seff. Elle est sortie en single en octobre 1984 et sera ensuite incluse dans le deuxième album studio du chanteur Microclimats (1985).
C'est le premier succès de la carrière de Jean-Pierre Mader, atteignant la 18e position du Top 50 avec plus de 250 000 exemplaires vendus.

## Thème
La chanson évoque la disparition de Marie-Anne Erize pendant la dictature militaire en Argentine, enlevée par des « hommes en Ford Falcon », la voiture associée aux escadrons de la mort argentins.

## Accueil
Entré au Top 50 le 3 novembre 1984, Disparue démarre à la 28e position du classement et atteint la 18e place en cinquième semaine. Le titre quitte le classement après 12 semaines de présence au Top.
Il s'est écoulé à plus de 250 000 exemplaires en France.

## Liste de titres
| 1. | Disparue     | 3:09 |
| 2. | Thème astral | 2:48 |

| 1. | Disparue (version longue) | 5:34 |
| 2. | Thème astral              | 2:48 |

## Classements
| Classement (1984–85)              | Meilleure position |
| --------------------------------- | ------------------ |
| Europe (European Top 100 Singles) | 62                 |
| Europe (European Airplay Top 50)  | 49                 |
| France (SNEP)                     | 18                 |
| France (Radios périphériques)     | 8                  |
| France (Radios FM)                | 18                 |

| Classement (1984) | Position |
| ----------------- | -------- |
| France (SNEP)     | 64       |

## Historique de sortie
| Pays   | Date | Format                     | Label      |
| ------ | ---- | -------------------------- | ---------- |
| France | 1984 | - 45 tours - maxi 45 tours | Flarenasch |
| Canada | 1984 | 45 tours promotionnel      | WEA        |